# La Chapelle-Moutils
La Chapelle-Moutils ist eine französische Gemeinde mit 405 Einwohnern (Stand: 1. Januar 2022) im Département Seine-et-Marne in der Region Île-de-France. Sie gehört zum Arrondissement Provins und zum Kanton Coulommiers.
Die Einwohner werden Capellomoutillais genannt.

## Geographie
Die Gemeinde La Chapelle-Moutils liegt etwa acht Kilometer südöstlich von La Ferté-Gaucher, 25 Kilometer östlich von Coulommiers, 28 Kilometer nördlich von Provins und 82 Kilometer östlich von Paris.

## Bevölkerungsentwicklung
| Jahr      | 1936 | 1946 | 1954 | 1962 | 1968 | 1975 | 1982 | 1990 | 1999 | 2006 | 2011 |
| Einwohner | 301  | 333  | 277  | 252  | 204  | 268  | 284  | 280  | 324  | 352  | 412  |

## Sehenswürdigkeiten
- Pfarrkirche Saint-Antoine-Saint-Sulpice
- Ehemalige Kapelle St. Johannes der Täufer